# Rhabdochaeta spinosa
Rhabdochaeta spinosa är en tvåvingeart som beskrevs av Lamb 1914. Rhabdochaeta spinosa ingår i släktet Rhabdochaeta och familjen borrflugor.
Artens utbredningsområde är Seychellerna. Inga underarter finns listade i Catalogue of Life.